# Campeonato Mundial de Baloncesto Femenino Sub-19 de 2025
El Campeonato Mundial de Baloncesto Femenino Sub-19 de 2025 fue la decimosexta edición del torneo organizado por FIBA que enfrentó a los seleccionados nacionales femeninos juveniles de 19 años o menos. Se desarrolló en la ciudad checa de Brno, desde el 12 hasta el 20 de julio de 2025.

## Organización

### Sedes
| Brno                      |
| Brno                      |
| Pabellón Deportivo Vodova |
| Capacidad: 2 856          |
|                           |

### Árbitros
Los siguientes 28 árbitros fueron elegidos para el torneo: 
| - Yasmina Alcaraz - Franco Anselmo Krivocapich - Elvis Binders-Čoders - Edgard Ceccarelli - Amal Dahra - Nataša Dragojević - Carmelo de la Rosa Álvarez - Gao Yijie - Daniel García - Aline García - Çisil Güngör - Julirys Guzmán Laureano - Viola Györgyi - Ritvars Helmšteins | - Kumiko Kumagai - Gintaras Mačiulis - Silvia Marziali - Arnold Hloniphizwe Moseya - Petar Pešić - Jean Sauveur Ruhamiriza - Larissa Sales - Sandra Sánchez González - Nathaniel Saunders - Suebpong Wichaiphin - Ruben Woolcock - Xiang Fei - Wissam Zein - Zhang Xiao |

## Equipos participantes
| Competición                                              | Fecha                      | Sede        | Plazas | Equipos clasificados                   |
| -------------------------------------------------------- | -------------------------- | ----------- | ------ | -------------------------------------- |
| País anfitrión                                           | —                          | —           | 1      | República Checa                        |
| Campeonato FIBA África Femenino Sub-18 de 2024           | 2–14 de septiembre de 2024 | Pretoria    | 2      | Malí Nigeria                           |
| Campeonato FIBA Américas Femenino Sub-18 de 2024         | 17–23 de junio de 2024     | Bucaramanga | 4      | Estados Unidos Canadá Argentina Brasil |
| Campeonato FIBA Asia Femenino Sub-18 de 2024             | 24–30 de junio de 2024     | Shenzhen    | 4      | Australia China Japón Corea del Sur    |
| Campeonato Europeo de Baloncesto Femenino Sub-18 de 2024 | 3–11 de agosto de 2024     | Matosinhos  | 5      | Francia España Serbia Israel Portugal  |
| Total                                                    | Total                      | Total       | 16     | 16                                     |

### Sorteo
Para el sorteo de los grupos, los equipos participantes fueron distribuidos en los siguientes cuatro bombos, para reflejar la fuerza de los continentes y teniendo en cuenta los resultados de los diferentes torneos clasificatorios.
| Bombo 1                                       | Bombo 2                       | Bombo 3                           | Bombo 4                          |
| --------------------------------------------- | ----------------------------- | --------------------------------- | -------------------------------- |
| República Checa Estados Unidos Francia Canadá | España Australia China Israel | Malí Portugal Japón Corea del Sur | Hungría Argentina Brasil Nigeria |

El sorteo tuvo lugar el 4 de febrero de 2025 en Brno y contó con la presencia de las exjugadoras checas Ivana Večeřová y Eva Vítečková. Los equipos de la misma región no podían estar juntos en el mismo grupo, a excepción de los equipos europeos, donde cada grupo tenía que contar con un mínimo de un equipo y un máximo de dos.
| Grupo A                                     | Grupo B                       | Grupo C                       | Grupo D                                    |
| ------------------------------------------- | ----------------------------- | ----------------------------- | ------------------------------------------ |
| Corea del Sur Estados Unidos Hungría Israel | Canadá China Nigeria Portugal | Australia Brasil Francia Malí | Argentina España Japón República Checa (H) |

El 11 de julio de 2025, el día anterior al inicio del torneo, se anunció que la selección de Mali no competiría en el torneo, ya que no pudo viajar a Brno debido a problemas con los visados. Se suspendieron sus partidos de fase de grupos, y el ganador del grupo D pasó directamente a cuartos de final. 

## Fase de grupos
Todos los horarios corresponden al huso horario local (UTC+2).

### Grupo A
| Pos. | Equipo         | PJ | G | P | PF  | PC  | DP   | Pts |
| ---- | -------------- | -- | - | - | --- | --- | ---- | --- |
| 1    | Estados Unidos | 3  | 3 | 0 | 327 | 142 | +185 | 6   |
| 2    | Hungría        | 3  | 2 | 1 | 216 | 206 | +10  | 5   |
| 3    | Israel         | 3  | 1 | 2 | 185 | 261 | −76  | 4   |
| 4    | Corea del Sur  | 3  | 0 | 3 | 159 | 278 | −119 | 3   |

 Fuente: FIBA
Jornada 1
| 12 de julio de 2025 | Israel                                                  | 82–86                                 | Hungría                                                | Brno |  |
| 19:45               | Parciales: 14–15, 21–27, 27–18, 20–26                   | Parciales: 14–15, 21–27, 27–18, 20–26 | Parciales: 14–15, 21–27, 27–18, 20–26                  | |  |
|                     | Estadísticas Raviv 35 Tres jugadoras 5 Raviv 8 Raviv 31 | Reporte Pts Reb Asts Val              | Estadísticas 24 Rátkai 12 Josepovits 8 Toman 26 Rátkai | Pabellón: Pabellón Deportivo Vodova 2 Asistencia: 125 espectadores Árbitros: Nathaniel Saunders Yasmina Alcaraz Edgard Ceccarelli |  |

| 12 de julio de 2025 | Estados Unidos                                                          | 134–53                               | Corea del Sur                              | Brno |  |
| 20:15               | Parciales: 30–17, 34–8, 30–13, 40–15                                    | Parciales: 30–17, 34–8, 30–13, 40–15 | Parciales: 30–17, 34–8, 30–13, 40–15       | |  |
|                     | Estadísticas Betts 25 Robinson, Skinner 7 Harpring, Greenway 5 Betts 35 | Reporte Pts Reb Asts Val             | Estadísticas 15 Song 5 Jeong 6 Lim 12 Song | Pabellón: Pabellón Deportivo Vodova Asistencia: 168 espectadores Árbitros: Ruben Woolcock Silvia Marziali Xiao Zhang |  |

Jornada 2
| 13 de julio de 2025 | Corea del Sur                                                 | 61–63                                 | Israel                                        | Brno |  |
| 19:45               | Parciales: 22–16, 18–16, 10–16, 11–15                         | Parciales: 22–16, 18–16, 10–16, 11–15 | Parciales: 22–16, 18–16, 10–16, 11–15         | |  |
|                     | Estadísticas Jeong 18 Choi Ye-s., Song Jeong, Song 4 Jeong 20 | Reporte Pts Reb Asts Val              | Estadísticas 30 Raviv 8 Raviv 3 Oren 28 Raviv | Pabellón: Pabellón Deportivo Vodova 2 Asistencia: 77 espectadores Árbitros: Çisil Güngör Aline García Xiang Fei |  |

| 13 de julio de 2025 | Hungría                                                            | 49–79                                | Estados Unidos                                                | Brno |  |
| 20:45               | Parciales: 15–26, 16–16, 12–17, 6–20                               | Parciales: 15–26, 16–16, 12–17, 6–20 | Parciales: 15–26, 16–16, 12–17, 6–20                          | |  |
|                     | Estadísticas Tres jugadoras 7 Árvai 7 Toman, Szűcs 3 Fárbás, Árvai | Reporte Pts Reb Asts Val             | Estadísticas 15 Harpring 13 Betts 7 Heckel 18 Robinson, Betts | Pabellón: Pabellón Deportivo Vodova Asistencia: 113 espectadores Árbitros: Yasmina Alcaraz Arnold Hloniphizwe Moseya Ritvars Helmšteins |  |

Jornada 3
| 15 de julio de 2025 | Estados Unidos                                           | 114–40                              | Israel                                                  | Brno |  |
| 14:30               | Parciales: 37–13, 23–8, 30–10, 24–9                      | Parciales: 37–13, 23–8, 30–10, 24–9 | Parciales: 37–13, 23–8, 30–10, 24–9                     | |  |
|                     | Estadísticas Davidson 24 Betts 12 Davidson 8 Davidson 40 | Reporte Pts Reb Asts Val            | Estadísticas 9 Raviv 3 T. Cohen 4 Oren 6 Abudram, Raviv | Pabellón: Pabellón Deportivo Vodova Asistencia: 169 espectadores Árbitros: Daniel García Jean Sauveur Ruhamiriza Suebpong Wichaiphin |  |

| 15 de julio de 2025 | Hungría                                                    | 81–45                                | Corea del Sur                                 | Brno |  |
| 14:30               | Parciales: 22–17, 20–8, 16–10, 23–10                       | Parciales: 22–17, 20–8, 16–10, 23–10 | Parciales: 22–17, 20–8, 16–10, 23–10          | |  |
|                     | Estadísticas Rátkai 14 Josepovits 8 Rátkai 7 Josepovits 16 | Reporte Pts Reb Asts Val             | Estadísticas 12 Song 4 Jeong 5 Lee W. 9 Jeong | Pabellón: Pabellón Deportivo Vodova 2 Asistencia: 106 espectadores Árbitros: Wissam Zein Edgard Ceccarelli Franco Anselmo Krivocapich |  |

### Grupo B
| Pos. | Equipo   | PJ | G | P | PF  | PC  | DP   | Pts |
| ---- | -------- | -- | - | - | --- | --- | ---- | --- |
| 1    | Canadá   | 3  | 3 | 0 | 316 | 143 | +173 | 6   |
| 2    | Portugal | 3  | 2 | 1 | 203 | 201 | +2   | 5   |
| 3    | Nigeria  | 3  | 1 | 2 | 196 | 280 | −84  | 4   |
| 4    | China    | 3  | 0 | 3 | 192 | 283 | −91  | 3   |

 Fuente: FIBA
Jornada 1
| 12 de julio de 2025 | Nigeria                                          | 93–88                                 | China                                         | Brno |  |
| 14:00               | Parciales: 16–24, 22–20, 23–16, 32–28            | Parciales: 16–24, 22–20, 23–16, 32–28 | Parciales: 16–24, 22–20, 23–16, 32–28         | |  |
|                     | Estadísticas Ezike 25 Chukwu 10 Beggi 5 Ezike 30 | Reporte Pts Reb Asts Val              | Estadísticas 28 Ran 12 Ran, Du 9 Xu F. 32 Ran | Pabellón: Pabellón Deportivo Vodova 2 Asistencia: 102 espectadores Árbitros: Gintaras Mačiulis Arnold Hloniphizwe Moseya Kumiko Kumagai |  |

| 12 de julio de 2025 | Portugal                                                              | 49–88                                | Canadá                                             | Brno |  |
| 14:30               | Parciales: 16–27, 11–16, 7–27, 15–18                                  | Parciales: 16–27, 11–16, 7–27, 15–18 | Parciales: 16–27, 11–16, 7–27, 15–18               | |  |
|                     | Estadísticas M. Rodrigues 14 Silva 7 Karim 5 Nazario, M. Rodrigues 15 | Reporte Pts Reb Asts Val             | Estadísticas 18 Swords 7 Nwaobi 9 Bascoe 23 Swords | Pabellón: Pabellón Deportivo Vodova Asistencia: 101 espectadores Árbitros: Julirys Guzmán Laureano Çisil Güngör Sandra Sánchez González |  |

Jornada 2
| 13 de julio de 2025 | China                                     | 52–75                                 | Portugal                                        | Brno |  |
| 11:15               | Parciales: 14–19, 12–14, 10–26, 16–16     | Parciales: 14–19, 12–14, 10–26, 16–16 | Parciales: 14–19, 12–14, 10–26, 16–16           | |  |
|                     | Estadísticas Ran 17 Ran 10 Xu F. 6 Ran 19 | Reporte Pts Reb Asts Val              | Estadísticas 25 Silva 12 Silva 3 Silva 29 Silva | Pabellón: Pabellón Deportivo Vodova 2 Asistencia: 163 espectadores Árbitros: Carmelo de la Rosa Álvarez Amal Dahra Jean Sauveur Ruhamiriza |  |

| 13 de julio de 2025 | Canadá                                               | 113–42                               | Nigeria                                           | Brno |  |
| 11:45               | Parciales: 23–5, 39–11, 23–16, 28–10                 | Parciales: 23–5, 39–11, 23–16, 28–10 | Parciales: 23–5, 39–11, 23–16, 28–10              | |  |
|                     | Estadísticas Makeer 18 Howell 6 Holloway 9 Makeer 23 | Reporte Pts Reb Asts Val             | Estadísticas 13 Hembam 9 Ezike 3 Hembam 11 Hembam | Pabellón: Pabellón Deportivo Vodova Asistencia: 97 espectadores Árbitros: Viola Györgyi Wissam Zein Larissa Sales |  |

Jornada 3
| 15 de julio de 2025 | Nigeria                                          | 61–79                                 | Portugal                                                 | Brno |  |
| 11:45               | Parciales: 13–17, 14–19, 18–18, 16–25            | Parciales: 13–17, 14–19, 18–18, 16–25 | Parciales: 13–17, 14–19, 18–18, 16–25                    | |  |
|                     | Estadísticas Beggi 17 Chukwu 12 Beggi 6 Beggi 20 | Reporte Pts Reb Asts Val              | Estadísticas 17 Silva 14 Silva 4 Nazario, Karim 25 Silva | Pabellón: Pabellón Deportivo Vodova 2 Asistencia: 117 espectadores Árbitros: Ruben Woolcock Nataša Dragojević Elvis Binders-Čoders |  |

| 15 de julio de 2025 | Canadá                                               | 115–52                               | China                                             | Brno |  |
| 11:45               | Parciales: 32–8, 23–18, 28–18, 32–13                 | Parciales: 32–8, 23–18, 28–18, 32–13 | Parciales: 32–8, 23–18, 28–18, 32–13              | |  |
|                     | Estadísticas Howell 26 Swords 9 Holloway 7 Howell 26 | Reporte Pts Reb Asts Val             | Estadísticas 14 Ran 7 Ran 2 Tres jugadoras 15 Ran | Pabellón: Pabellón Deportivo Vodova Asistencia: 132 espectadores Árbitros: Gintaras Mačiulis Arnold Hloniphizwe Moseya Kumiko Kumagai |  |

### Grupo C
| Pos. | Equipo    | PJ | G | P | PF  | PC  | DP  | Pts |
| ---- | --------- | -- | - | - | --- | --- | --- | --- |
| 1    | Australia | 2  | 2 | 0 | 157 | 125 | +32 | 4   |
| 2    | Francia   | 2  | 1 | 1 | 149 | 117 | +32 | 3   |
| 3    | Brasil    | 2  | 0 | 2 | 106 | 170 | −64 | 2   |

 Fuente: FIBA
Jornada 1
| 12 de julio de 2025 | Francia                                                     | 83–47                                | Brasil                                                           | Brno |  |
| 11:45               | Parciales: 27–12, 23–16, 16–8, 17–11                        | Parciales: 27–12, 23–16, 16–8, 17–11 | Parciales: 27–12, 23–16, 16–8, 17–11                             | |  |
|                     | Estadísticas Angloma 21 Cissé 8 Colas, Kessler 4 Angloma 20 | Reporte Pts Reb Asts Val             | Estadísticas 18 McDowell 7 McDowell 2 Cavalcanti, Dagba 17 Preis | Pabellón: Pabellón Deportivo Vodova Asistencia: 279 espectadores Árbitros: Viola Györgyi Aline García Franco Anselmo Krivokapich |  |

Jornada 2
| 13 de julio de 2025 | Brasil                                          | 59–87                                 | Australia                                     | Brno |  |
| 14:00               | Parciales: 24–24, 10–25, 12–19, 13–19           | Parciales: 24–24, 10–25, 12–19, 13–19 | Parciales: 24–24, 10–25, 12–19, 13–19         | |  |
|                     | Estadísticas Alves 20 Preis 10 Lucas 3 Preis 15 | Reporte Pts Reb Asts Val              | Estadísticas 22 Ryan 9 Deas 6 Perkins 22 Deas | Pabellón: Pabellón Deportivo Vodova 2 Asistencia: 64 espectadores Árbitros: Nathaniel Saunders Zhang Xiao Sandra Sánchez González |  |

Jornada 3
| 15 de julio de 2025 | Australia                                          | 70–66                                 | Francia                                                     | Brno |  |
| 20:15               | Parciales: 24–25, 14–10, 21–15, 11–16              | Parciales: 24–25, 14–10, 21–15, 11–16 | Parciales: 24–25, 14–10, 21–15, 11–16                       | |  |
|                     | Estadísticas Bobongie 17 Puoch 12 Puoch 6 Puoch 18 | Reporte Pts Reb Asts Val              | Estadísticas 19 Angloma 16 Cissé 4 Colas, Risacher 24 Cissé | Pabellón: Pabellón Deportivo Vodova Asistencia: 202 espectadores Árbitros: Petar Pešić Yasmina Alcaraz Xiang Fei |  |

### Grupo D
| Pos. | Equipo              | PJ | G | P | PF  | PC  | DP  | Pts |
| ---- | ------------------- | -- | - | - | --- | --- | --- | --- |
| 1    | España              | 3  | 3 | 0 | 194 | 145 | +49 | 6   |
| 2    | Japón               | 3  | 2 | 1 | 202 | 163 | +39 | 5   |
| 3    | República Checa (H) | 3  | 1 | 2 | 171 | 171 | 0   | 4   |
| 4    | Argentina           | 3  | 0 | 3 | 140 | 228 | −88 | 3   |

 Fuente: FIBA
Jornada 1
| 12 de julio de 2025 | España                                                      | 68–47                                | Argentina                                                      | Brno |  |
| 17:00               | Parciales: 15–15, 15–10, 21–8, 17–14                        | Parciales: 15–15, 15–10, 21–8, 17–14 | Parciales: 15–15, 15–10, 21–8, 17–14                           | |  |
|                     | Estadísticas Okafor, Rodríguez 11 Okafor 7 Álvarez 4 Nde 16 | Reporte Pts Reb Asts Val             | Estadísticas 15 Lagowski 12 Lagowski 3 Barrionuevo 23 Lagowski | Pabellón: Pabellón Deportivo Vodova 2 Asistencia: 98 espectadores Árbitros: Carmelo de la Rosa Álvarez Amal Dahra Ritvars Helmsteins |  |

| 12 de julio de 2025 | República Checa                                                       | 50–65                               | Japón                                                        | Brno |  |
| 17:30               | Parciales: 16–13, 5–7, 13–21, 16–24                                   | Parciales: 16–13, 5–7, 13–21, 16–24 | Parciales: 16–13, 5–7, 13–21, 16–24                          | |  |
|                     | Estadísticas Vyhlídová 13 Pavelcová 6 Cuatro jugadoras 2 Vyhlídová 15 | Reporte Pts Reb Asts Val            | Estadísticas 14 Goto 9 Fukatsu 4 Tres jugadoras 14 Shiraishi | Pabellón: Pabellón Deportivo Vodova Asistencia: 623 espectadores Árbitros: Petar Pešić Fei Xiang Yijie Gao |  |

Jornada 2
| 13 de julio de 2025 | Japón                                                  | 54–69                                | España                                                            | Brno |  |
| 17:00               | Parciales: 11–20, 17–19, 17–15, 9–15                   | Parciales: 11–20, 17–19, 17–15, 9–15 | Parciales: 11–20, 17–19, 17–15, 9–15                              | |  |
|                     | Estadísticas Goto 19 Goto 7 Tres jugadoras 2 Suzuki 15 | Reporte Pts Reb Asts Val             | Estadísticas 13 Rodríguez 8 Okafor, Sotelo 5 Toribio 16 Rodríguez | Pabellón: Pabellón Deportivo Vodova 2 Asistencia: 103 espectadores Árbitros: Julirys Guzmán Laureano Edgard Ceccarelli Suebpong Wichaiphin |  |

| 13 de julio de 2025 | Argentina                                                                                       | 49–77                                | República Checa                                            | Brno |  |
| 17:30               | Parciales: 18–22, 14–19, 7–11, 10–25                                                            | Parciales: 18–22, 14–19, 7–11, 10–25 | Parciales: 18–22, 14–19, 7–11, 10–25                       | |  |
|                     | Estadísticas Maggi, Barrionuevo 12 Bosque, Barrionuevo 5 Ingenito, Barrionuevo 2 Barrionuevo 11 | Reporte Pts Reb Asts Val             | Estadísticas 16 Brzoňová 6 Vyhlídová 7 Blahová 20 Brzoňová | Pabellón: Pabellón Deportivo Vodova Asistencia: 712 espectadores Árbitros: Ruben Woolcock Elvis Binders-Čoders Gao Yijie |  |

Jornada 3
| 15 de julio de 2025 | España                                       | 57–44                                | República Checa                                                           | Brno |  |
| 17:30               | Parciales: 16–11, 14–9, 14–14, 13–10         | Parciales: 16–11, 14–9, 14–14, 13–10 | Parciales: 16–11, 14–9, 14–14, 13–10                                      | |  |
|                     | Estadísticas Okafor 11 Nde 8 Alsina 5 Nde 17 | Reporte Pts Reb Asts Val             | Estadísticas 10 Brzoňová 5 Kameníková, Hamzová 3 Blahová 7 Tres jugadoras | Pabellón: Pabellón Deportivo Vodova Asistencia: 771 espectadores Árbitros: Carmelo de la Rosa Álvarez Aline García Zhang Xiao |  |

| 15 de julio de 2025 | Japón                                                   | 83–44                                | Argentina                                                           | Brno |  |
| 17:30               | Parciales: 11–12, 26–14, 18–8, 28–10                    | Parciales: 11–12, 26–14, 18–8, 28–10 | Parciales: 11–12, 26–14, 18–8, 28–10                                | |  |
|                     | Estadísticas Goto 19 Horiuchi 11 Horiuchi 7 Horiuchi 22 | Reporte Pts Reb Asts Val             | Estadísticas 14 Bosque 7 Lagowski 3 Depetris, Barrionuevo 15 Bosque | Pabellón: Pabellón Deportivo Vodova 2 Asistencia: 65 espectadores Árbitros: Xiang Fei Silvia Marziali Larissa Sales |  |

## Fase final
Todos los horarios corresponden al huso horario local (UTC+2)
|  | Octavos de final | Octavos de final | Octavos de final |           |                | Cuartos de final | Cuartos de final | Cuartos de final |  |                | Semifinales    | Semifinales    | Semifinales    |        |                    | Final              | Final              | Final       |  |
|  | 16 de julio      | 16 de julio      | 16 de julio      |           |                | 18 de julio      | 18 de julio      | 18 de julio      |  |                | 19 de julio    | 19 de julio    | 19 de julio    |        |                    | 20 de julio        | 20 de julio        | 20 de julio |  |
|  |                  |                  |                  |           |                |                  |                  |                  |  |                |                |                |                |        |                    |                    |                    |             |  |
|  |                  |                  |                  |           |                |                  |                  |                  |  |                |                |                |                |        |                    |                    |                    |             |  |
|  | A1               | Estados Unidos   | 122              |           |                |                  |                  |                  |  |                |                |                |                |        |                    |                    |                    |             |  |
|  | A1               | Estados Unidos   | 122              |           |                |                  |                  |                  |  |                |                |                |                |        |                    |                    |                    |             |  |
|  | B4               | China            | 57               |           |                |                  |                  |                  |  |                |                |                |                |        |                    |                    |                    |             |  |
|  | B4               | China            | 57               |           | Estados Unidos | Estados Unidos   | 70               |                  |  |                |                |                |                |        |                    |                    |                    |             |  |
|  |                  |                  |                  |           | Estados Unidos | Estados Unidos   | 70               |                  |  |                |                |                |                |        |                    |                    |                    |             |  |
|  |                  |                  | Francia          | Francia   | 65             |                  |                  |                  |  |                |                |                |                |        |                    |                    |                    |             |  |
|  | C2               | Francia          | Francia          | Francia   | 65             | 65               |                  |                  |  |                |                |                |                |        |                    |                    |                    |             |  |
|  | C2               | Francia          |                  |           |                |                  |                  |                  |  |                |                |                |                |        |                    |                    |                    |             |  |
|  | D3               | República Checa  | 31               |           |                |                  |                  |                  |  |                |                |                |                |        |                    |                    |                    |             |  |
|  | D3               | República Checa  | 31               |           |                |                  |                  |                  |  | Estados Unidos | Estados Unidos | 70             |                |        |                    |                    |                    |             |  |
|  |                  |                  |                  |           |                |                  |                  |                  |  | Estados Unidos | Estados Unidos | 70             |                |        |                    |                    |                    |             |  |
|  |                  |                  | España           | España    | 58             |                  |                  |                  |  |                |                |                |                |        |                    |                    |                    |             |  |
|  | A3               | Israel           | España           | España    | 58             | 80               |                  |                  |  |                |                |                |                |        |                    |                    |                    |             |  |
|  | A3               | Israel           |                  |           |                |                  |                  |                  |  |                |                |                |                |        |                    |                    |                    |             |  |
|  | B2               | Portugal         | 83               |           |                |                  |                  |                  |  |                |                |                |                |        |                    |                    |                    |             |  |
|  | B2               | Portugal         | 83               |           | Portugal       | Portugal         | 58               |                  |  |                |                |                |                |        |                    |                    |                    |             |  |
|  |                  |                  |                  |           | Portugal       | Portugal         | 58               |                  |  |                |                |                |                |        |                    |                    |                    |             |  |
|  |                  |                  | España           | España    | 68             |                  |                  |                  |  |                |                |                |                |        |                    |                    |                    |             |  |
|  |                  |                  | España           | España    | 68             |                  |                  |                  |  |                |                |                |                |        |                    |                    |                    |             |  |
|  |                  |                  |                  |           |                |                  |                  |                  |  |                |                |                |                |        |                    |                    |                    |             |  |
|  |                  |                  |                  |           |                |                  |                  |                  |  |                |                |                |                |        |                    |                    |                    |             |  |
|  |                  |                  |                  |           |                |                  |                  |                  |  |                |                | Estados Unidos | Estados Unidos | 88     |                    |                    |                    |             |  |
|  |                  |                  |                  |           |                |                  |                  |                  |  |                |                |                |                | 88     |                    |                    |                    |             |  |
|  |                  |                  | Australia        | Australia | 76             |                  |                  |                  |  |                |                |                |                |        |                    |                    |                    |             |  |
|  | A2               | Hungría          | Australia        | Australia | 76             | 77               |                  |                  |  |                |                |                |                |        |                    |                    |                    |             |  |
|  | A2               | Hungría          |                  |           |                |                  |                  |                  |  |                |                |                |                |        |                    |                    |                    |             |  |
|  | B3               | Nigeria          | 51               |           |                |                  |                  |                  |  |                |                |                |                |        |                    |                    |                    |             |  |
|  | B3               | Nigeria          | 51               |           | Hungría        | Hungría          | 76               |                  |  |                |                |                |                |        |                    |                    |                    |             |  |
|  |                  |                  |                  |           | Hungría        | Hungría          | 76               |                  |  |                |                |                |                |        |                    |                    |                    |             |  |
|  |                  |                  | Australia        | Australia | 82             |                  |                  |                  |  |                |                |                |                |        |                    |                    |                    |             |  |
|  | C1               | Australia        | Australia        | Australia | 82             | 95               |                  |                  |  |                |                |                |                |        |                    |                    |                    |             |  |
|  | C1               | Australia        |                  |           |                |                  |                  |                  |  |                |                |                |                |        |                    |                    |                    |             |  |
|  | D4               | Argentina        | 46               |           |                |                  |                  |                  |  |                |                |                |                |        |                    |                    |                    |             |  |
|  | D4               | Argentina        | 46               |           |                |                  |                  |                  |  | Australia      | Australia      | 87             |                |        |                    |                    |                    |             |  |
|  |                  |                  |                  |           |                |                  |                  |                  |  | Australia      | Australia      | 87             |                |        |                    |                    |                    |             |  |
|  |                  |                  | Canadá           | Canadá    | 75             |                  |                  |                  |  |                |                |                |                |        |                    |                    |                    |             |  |
|  | A4               | Corea del Sur    | Canadá           | Canadá    | 75             | 58               |                  |                  |  |                |                |                |                |        |                    |                    |                    |             |  |
|  | A4               | Corea del Sur    |                  |           |                |                  |                  |                  |  |                |                |                |                |        |                    |                    |                    |             |  |
|  | B1               | Canadá           | 70               |           |                |                  |                  |                  |  |                |                |                |                |        |                    |                    |                    |             |  |
|  | B1               | Canadá           | 70               |           | Canadá         | Canadá           | 85               |                  |  |                |                |                |                |        | Partido 3.º puesto | Partido 3.º puesto | Partido 3.º puesto |             |  |
|  |                  |                  |                  |           | Canadá         | Canadá           | 85               |                  |  |                |                |                |                |        | Partido 3.º puesto | Partido 3.º puesto | Partido 3.º puesto |             |  |
|  |                  |                  | Japón            | Japón     | 65             |                  |                  |                  |  |                |                |                |                |        |                    |                    |                    |             |  |
|  | C3               | Brasil           | Japón            | Japón     | 65             | 52               |                  |                  |  |                |                |                |                | España | España             | 70                 |                    |             |  |
|  | C3               | Brasil           |                  |           |                |                  |                  |                  |  |                |                |                |                | España | España             | 70                 |                    |             |  |
|  | D2               | Japón            | 66               |           |                |                  |                  |                  |  |                |                |                |                |        |                    | Canadá             | Canadá             | 68          |  |
|  | D2               | Japón            | 66               |           |                |                  |                  |                  |  |                |                |                |                |        |                    | Canadá             | Canadá             | 68          |  |
|  |                  |                  |                  |           |                |                  |                  |                  |  |                |                |                |                |        |                    |                    |                    |             |  |

#### Octavos de final
| 16 de julio de 2025 | Corea del Sur                                             | 58–70                                 | Canadá                                                      | Brno |  |
| 11:45               | Parciales: 18–28, 10–10, 14–12, 16–20                     | Parciales: 18–28, 10–10, 14–12, 16–20 | Parciales: 18–28, 10–10, 14–12, 16–20                       | |  |
|                     | Estadísticas Lim 20 Choi Ye-s., Jeong Hy-un Song 8 Lim 16 | Reporte Pts Reb Asts Val              | Estadísticas 15 Swords 9 Parchment 5 Parchment 20 Parchment | Pabellón: Pabellón Deportivo Vodova Asistencia: 93 espectadores Árbitros: Petar Pešić Yasmina Alcaraz Suebpong Wichaiphin |  |

| 16 de julio de 2025 | Israel                                      | 80–83                                 | Portugal                                          | Brno |  |
| 14:00               | Parciales: 29–25, 10–14, 23–27, 18–17       | Parciales: 29–25, 10–14, 23–27, 18–17 | Parciales: 29–25, 10–14, 23–27, 18–17             | |  |
|                     | Estadísticas Oren 20 Raviv 8 Oren 9 Oren 33 | Reporte Pts Reb Asts Val              | Estadísticas 37 Silva 10 Silva 8 Nazario 43 Silva | Pabellón: Pabellón Deportivo Vodova 2 Asistencia: 132 espectadores Árbitros: Gintaras Mačiulis Arnold Hloniphizwe Moseya Franco Anselmo Krivocapich |  |

| 16 de julio de 2025 | Estados Unidos        | 122–57                | China                 | Brno                                                                                     |  |
| 14:30               | Parciales: –, –, –, – | Parciales: –, –, –, – | Parciales: –, –, –, – |                                                                                          |  |
|                     |                       | Reporte               |                       | Pabellón: Pabellón Deportivo Vodova Árbitros: Wissam Zein Çisil Güngör Nataša Dragojević |  |

| 16 de julio de 2025 | Hungría               | 77–51                 | Nigeria               | Brno |  |
| 17:00               | Parciales: –, –, –, – | Parciales: –, –, –, – | Parciales: –, –, –, – | |  |
|                     |                       | Reporte               |                       | Pabellón: Pabellón Deportivo Vodova 2 Árbitros: Carmelo de la Rosa Álvarez Amal Dahra Jean Sauveur Ruhamiriza |  |

| 16 de julio de 2025 | Francia               | 65–31                 | República Checa       | Brno                                                                                            |  |
| 17:30               | Parciales: –, –, –, – | Parciales: –, –, –, – | Parciales: –, –, –, – |                                                                                                 |  |
|                     |                       | Reporte               |                       | Pabellón: Pabellón Deportivo Vodova Árbitros: Viola Györgyi Ruben Woolcock Elvis Binders-Čoders |  |

| 16 de julio de 2025 | Brasil                | 52–66                 | Japón                 | Brno                                                                                            |  |
| 19:45               | Parciales: –, –, –, – | Parciales: –, –, –, – | Parciales: –, –, –, – |                                                                                                 |  |
|                     |                       | Reporte               |                       | Pabellón: Pabellón Deportivo Vodova 2 Árbitros: Daniel García Gao Yijie Sandra Sánchez González |  |

| 16 de julio de 2025 | Australia             | 95–46                 | Argentina             | Brno                                                                                               |  |
| 20:15               | Parciales: –, –, –, – | Parciales: –, –, –, – | Parciales: –, –, –, – | |  |
|                     |                       | Reporte               |                       | Pabellón: Pabellón Deportivo Vodova Árbitros: Nathaniel Saunders Ritvars Helmšteins Kumiko Kamagai |  |

#### Cuartos de final
| 18 de julio de 2025 | Hungría                                                          | 76–82 TE                                          | Australia                                                    | Brno |  |
| 11:45               | Parciales: 21–22, 20–17, 21–19, 7–11 (T.E.: 7–13)                | Parciales: 21–22, 20–17, 21–19, 7–11 (T.E.: 7–13) | Parciales: 21–22, 20–17, 21–19, 7–11 (T.E.: 7–13)            | |  |
|                     | Estadísticas D. Toman, R. Toman 18 Rátkai 7 Rátkai 6 D. Toman 20 | Reporte Pts Reb Asts Val                          | Estadísticas 17 Deas 9 Ryan, Puoch 4 Tres jugadoras 20 Fagan | Pabellón: Pabellón Deportivo Vodova Asistencia: 112 espectadores Árbitros: Julirys Guzmán Laureano Çisil Güngör Edgard Ceccarelli |  |

| 18 de julio de 2025 | Canadá                                                 | 85–65                                 | Japón                                                        | Brno |  |
| 14:30               | Parciales: 26–11, 17–15, 26–16, 16–23                  | Parciales: 26–11, 17–15, 26–16, 16–23 | Parciales: 26–11, 17–15, 26–16, 16–23                        | |  |
|                     | Estadísticas Swords 17 Parchment 12 Makeer 5 Swords 21 | Reporte Pts Reb Asts Val              | Estadísticas 16 Goto 9 Horiuchi 4 Tres jugadoras 14 Horiuchi | Pabellón: Pabellón Deportivo Vodova Asistencia: 110 espectadores Árbitros: Viola Györgyi Daniel García Elvis Binders-Čoders |  |

| 18 de julio de 2025 | Portugal                                                    | 58–68                                | España                                             | Brno |  |
| 17:30               | Parciales: 14–22, 18–19, 11–6, 15–21                        | Parciales: 14–22, 18–19, 11–6, 15–21 | Parciales: 14–22, 18–19, 11–6, 15–21               | |  |
|                     | Estadísticas Silva 23 Andorinho 8 Nazário, Silva 4 Silva 21 | Reporte Pts Reb Asts Val             | Estadísticas 13 Okafor 10 Sotelo 6 Toribio 17 Osma | Pabellón: Pabellón Deportivo Vodova Asistencia: 186 espectadores Árbitros: Ruben Woolcock Petar Pešić Silvia Marziali |  |

| 18 de julio de 2025 | Estados Unidos                                 | 70–65                                 | Francia                                                      | Brno |  |
| 20:15               | Parciales: 19–10, 19–22, 14–13, 18–20          | Parciales: 19–10, 19–22, 14–13, 18–20 | Parciales: 19–10, 19–22, 14–13, 18–20                        | |  |
|                     | Estadísticas Hall 26 Betts 11 Heckel 4 Hall 25 | Reporte Pts Reb Asts Val              | Estadísticas 20 Angloma 7 Colas, Cissé 4 Risacher 19 Angloma | Pabellón: Pabellón Deportivo Vodova Asistencia: 279 espectadores Árbitros: Nathaniel Saunders Gintaras Mačiulis Gao Yijie |  |

#### Semifinales
| 19 de julio de 2025 | Australia                                               | 87–75                                 | Canadá                                             | Brno |  |
| 17:00               | Parciales: 22–20, 21–16, 23–20, 21–19                   | Parciales: 22–20, 21–16, 23–20, 21–19 | Parciales: 22–20, 21–16, 23–20, 21–19              | |  |
|                     | Estadísticas Tres jugadoras 14 Deas 8 Perkins 5 Deas 18 | Reporte Pts Reb Asts Val              | Estadísticas 29 Bascoe 7 Makeer 9 Bascoe 28 Bascoe | Pabellón: Pabellón Deportivo Vodova Asistencia: 251 espectadores Árbitros: Petar Pešić Silvia Marziali Gao Yijie |  |

| 19 de julio de 2025 | Estados Unidos                                            | 70–58                               | España                                              | Brno |  |
| 20:00               | Parciales: 20–19, 18–9, 26–14, 6–16                       | Parciales: 20–19, 18–9, 26–14, 6–16 | Parciales: 20–19, 18–9, 26–14, 6–16                 | |  |
|                     | Estadísticas Hall 16 Betts 7 Tres jugadoras 3 Davidson 19 | Reporte Pts Reb Asts Val            | Estadísticas 14 Rodríguez 7 Nde 3 Toribio 13 Okafor | Pabellón: Pabellón Deportivo Vodova Asistencia: 302 espectadores Árbitros: Viola Györgyi Çisil Güngör Amal Dahra |  |

#### Partido por el 3.º puesto
| 20 de julio de 2025 | España                                                      | 70–68                                 | Canadá                                               | Brno |  |
| 17:00               | Parciales: 10–15, 23–17, 21–20, 16–16                       | Parciales: 10–15, 23–17, 21–20, 16–16 | Parciales: 10–15, 23–17, 21–20, 16–16                | |  |
|                     | Estadísticas Okafor 23 Okafor 11 Tres jugadoras 4 Okafor 34 | Reporte Pts Reb Asts Val              | Estadísticas 20 Swords 8 Swords 4 Holloway 23 Swords | Pabellón: Pabellón Deportivo Vodova Asistencia: 333 espectadores Árbitros: Julirys Guzmán Laureano Ruben Woolcock Ritvars Helmšteins |  |

#### Final
| 20 de julio de 2025 | Estados Unidos                               | 88–76                                 | Australia                                         | Brno |  |
| 20:00               | Parciales: 26–23, 24–17, 14–17, 24–19        | Parciales: 26–23, 24–17, 14–17, 24–19 | Parciales: 26–23, 24–17, 14–17, 24–19             | |  |
|                     | Estadísticas Hall 25 Betts 11 Hall 7 Hall 35 | Reporte Pts Reb Asts Val              | Estadísticas 13 Deas 7 Bobongie 5 Harvey 16 Notoa | Pabellón: Pabellón Deportivo Vodova Asistencia: 662 espectadores Árbitros: Viola Györgyi Petar Pešić Çisil Güngör |  |

|                                    |
| Bandera de Estados Unidos          |
| Campeón Estados Unidos 11.º título |

### Cuadro por el 5.º-8.º puesto
|  | Semifinales 5.º-8.º | Semifinales 5.º-8.º |       |         | Partido 5.º puesto | Partido 5.º puesto |  |
|  | 19 de julio         | 19 de julio         |       |         | 20 de julio        | 20 de julio        |  |
|  |                     |                     |       |         |                    |                    |  |
|  |                     |                     |       |         |                    |                    |  |
|  | Francia             | 81                  |       |         |                    |                    |  |
|  | Francia             | 81                  |       |         |                    |                    |  |
|  | Portugal            | 51                  |       |         |                    |                    |  |
|  | Portugal            | 51                  |       | Francia | 76                 |                    |  |
|  |                     |                     |       | Francia | 76                 |                    |  |
|  |                     |                     | Japón | 64      |                    |                    |  |
|  | Hungría             | 76                  | Japón | 64      |                    |                    |  |
|  | Hungría             | 76                  |       |         |                    |                    |  |
|  | Japón               | 78                  |       |         | Partido 7.º puesto | Partido 7.º puesto |  |
|  | Japón               | 78                  |       |         | Partido 7.º puesto | Partido 7.º puesto |  |
|  |                     |                     |       |         |                    |                    |  |
|  |                     |                     |       |         | Portugal           | 74                 |  |
|  |                     |                     |       |         | Portugal           | 74                 |  |
|  |                     |                     |       |         | Hungría            | 58                 |  |
|  |                     |                     |       |         | Hungría            | 58                 |  |
|  |                     |                     |       |         |                    |                    |  |

#### Semifinales del 5.º-8.º puesto
| 19 de julio de 2025 | Hungría                                                          | 76–78                                 | Japón                                            | Brno |  |
| 11:30               | Parciales: 17–21, 15–21, 23–17, 21–19                            | Parciales: 17–21, 15–21, 23–17, 21–19 | Parciales: 17–21, 15–21, 23–17, 21–19            | |  |
|                     | Estadísticas R. Toman 20 R. Toman 8 Tres jugadoras 4 R. Toman 25 | Reporte Pts Reb Asts Val              | Estadísticas 21 Matsumoto 8 Goto 7 Ito 16 Suzuki | Pabellón: Pabellón Deportivo Vodova Asistencia: 117 espectadores Árbitros: Carmelo de la Rosa Álvarez Fei Xiang Elvis Binders-Čoders |  |

| 19 de julio de 2025 | Francia                                           | 81–51                                 | Portugal                                       | Brno |  |
| 14:00               | Parciales: 21–14, 21–13, 26–14, 13–10             | Parciales: 21–14, 21–13, 26–14, 13–10 | Parciales: 21–14, 21–13, 26–14, 13–10          | |  |
|                     | Estadísticas Cissé 18 Cissé 10 Kessler 9 Cissé 23 | Reporte Pts Reb Asts Val              | Estadísticas 20 Silva 7 Silva 4 Sousa 15 Silva | Pabellón: Pabellón Deportivo Vodova Asistencia: 121 espectadores Árbitros: Julirys Guzmán Laureano Yasmina Alcaraz Jean Sauveur Ruhamiriza |  |

#### Partido por el 7.º puesto
| 20 de julio de 2025 | Portugal                                           | 74–58                                | Hungría                                           | Brno |  |
| 11:30               | Parciales: 21–15, 26–18, 19–11, 8–14               | Parciales: 21–15, 26–18, 19–11, 8–14 | Parciales: 21–15, 26–18, 19–11, 8–14              | |  |
|                     | Estadísticas Silva 27 Silva 11 Nazário 10 Silva 34 | Reporte Pts Reb Asts Val             | Estadísticas 12 Arvai 7 Arvai 4 Szkiszai 15 Arvai | Pabellón: Pabellón Deportivo Vodova Asistencia: 124 espectadores Árbitros: Nathaniel Saunders Gintaras Mačiulis Nataša Dragojević |  |

#### Partido por el 5.º puesto
| 20 de julio de 2025 | Francia                                                             | 76–64                                 | Japón                                             | Brno |  |
| 14:00               | Parciales: 25–17, 15–16, 20–17, 16–14                               | Parciales: 25–17, 15–16, 20–17, 16–14 | Parciales: 25–17, 15–16, 20–17, 16–14             | |  |
|                     | Estadísticas Pitarch-Granel 16 Angloma 8 Tagayi, Angloma 3 Cissé 19 | Reporte Pts Reb Asts Val              | Estadísticas 21 Goto 9 Fukatsu 3 Horiuchi 15 Goto | Pabellón: Pabellón Deportivo Vodova Asistencia: 88 espectadores Árbitros: Yasmina Alcaraz Silvia Marziali Sandra Sánchez González |  |

### Cuadro por el 9.º-16.º puesto
|  | Partido 13.º puesto | Partido 13.º puesto |               |                 | Semifinales 13.º-16.º | Semifinales 13.º-16.º |                 |             | Cuartos de final 9.º-16.º | Cuartos de final 9.º-16.º |         |       | Semifinales 9.º-12.º | Semifinales 9.º-12.º |  |  | Partido 9.º puesto | Partido 9.º puesto |
|  |                     |                     |               |                 |                       |                       |                 |             |                           |                           |         |       |                      |                      |  |  |                    |                    |
|  |                     |                     |               |                 |                       |                       |                 |             | 18 de julio               |                           |         |       |                      |                      |  |  |                    |                    |
|  |                     |                     |               |                 |                       |                       |                 |             |                           |                           |         |       |                      |                      |  |  |                    |                    |
|  | 20 de julio         | 20 de julio         |               |                 | 19 de julio           | 19 de julio           |                 |             | China TE                  | 80                        |         |       | 19 de julio          | 19 de julio          |  |  | 20 de julio        | 20 de julio        |
|  | 20 de julio         | 20 de julio         |               |                 | 19 de julio           | 19 de julio           |                 |             | China TE                  | 80                        |         |       | 19 de julio          | 19 de julio          |  |  | 20 de julio        | 20 de julio        |
|  | 20 de julio         | 20 de julio         |               |                 | 19 de julio           | 19 de julio           | República Checa | 79          |                           |                           |         |       | 19 de julio          | 19 de julio          |  |  | 20 de julio        | 20 de julio        |
|  | 20 de julio         | 20 de julio         |               | República Checa |                       |                       | República Checa | 79          |                           |                           |         | China | 79                   |                      |  |  | 20 de julio        | 20 de julio        |
|  | 20 de julio         | 20 de julio         | 18 de julio   | República Checa |                       |                       |                 |             |                           |                           |         | China | 79                   |                      |  |  | 20 de julio        | 20 de julio        |
|  | 20 de julio         | 20 de julio         |               |                 |                       |                       |                 |             | Israel                    | 84                        |         |       |                      |                      |  |  | 20 de julio        | 20 de julio        |
|  | 20 de julio         | 20 de julio         | Israel        |                 |                       |                       |                 |             | Israel                    | 84                        |         |       |                      |                      |  |  | 20 de julio        | 20 de julio        |
|  | 20 de julio         | 20 de julio         |               |                 |                       |                       |                 |             |                           |                           |         |       |                      |                      |  |  | 20 de julio        | 20 de julio        |
|  | 20 de julio         | 20 de julio         |               |                 |                       |                       |                 |             |                           |                           |         |       |                      |                      |  |  | 20 de julio        | 20 de julio        |
|  | República Checa     | 70                  |               |                 | Israel                | 80                    |                 |             |                           |                           |         |       |                      |                      |  |  |                    |                    |
|  | República Checa     | 70                  | 18 de julio   |                 | Israel                | 80                    |                 |             |                           |                           |         |       |                      |                      |  |  |                    |                    |
|  | Brasil              | 65                  |               |                 | Corea del Sur         | 86                    |                 |             |                           |                           |         |       |                      |                      |  |  |                    |                    |
|  | Brasil              | 65                  | Nigeria       | 68              | Corea del Sur         | 86                    |                 |             |                           |                           |         |       |                      |                      |  |  |                    |                    |
|  |                     |                     | Nigeria       | 68              | 19 de julio           | 19 de julio           | 19 de julio     | 19 de julio |                           |                           |         |       |                      |                      |  |  |                    |                    |
|  |                     |                     | Argentina     | 58              | 19 de julio           | 19 de julio           | 19 de julio     | 19 de julio |                           |                           |         |       |                      |                      |  |  |                    |                    |
|  | Partido 15.º puesto | Partido 15.º puesto | Argentina     | 58              | Argentina             | 62                    |                 |             |                           |                           | Nigeria | 79    | Partido 11.º puesto  | Partido 11.º puesto  |  |  |                    |                    |
|  | Partido 15.º puesto | Partido 15.º puesto | 18 de julio   |                 | Argentina             | 62                    |                 |             |                           |                           | Nigeria | 79    | Partido 11.º puesto  | Partido 11.º puesto  |  |  |                    |                    |
|  | 20 de julio         | 20 de julio         |               |                 | Brasil                | 68                    |                 |             | Corea del Sur             | 85                        |         |       | 20 de julio          | 20 de julio          |  |  |                    |                    |
|  | Argentina           |                     | Corea del Sur | 87              | Brasil                | 68                    | China           | 96          | Corea del Sur             | 85                        |         |       |                      |                      |  |  |                    |                    |
|  | Argentina           |                     |               | 87              |                       |                       | China           | 96          |                           |                           |         |       |                      |                      |  |  |                    |                    |
|  |                     |                     |               |                 | Brasil                | 80                    |                 |             | Nigeria                   | 71                        |         |       |                      |                      |  |  |                    |                    |

#### Cuartos de final del 9.º-16.º puesto
| 18 de julio de 2025 | Corea del Sur                                         | 87–80                                 | Brasil                                          | Brno |  |
| 13:30               | Parciales: 18–23, 20–19, 23–14, 26–24                 | Parciales: 18–23, 20–19, 23–14, 26–24 | Parciales: 18–23, 20–19, 23–14, 26–24           | |  |
|                     | Estadísticas Lee M. 28 Choi Ye-s. 6 Jeong 8 Lee M. 27 | Reporte Pts Reb Asts Val              | Estadísticas 24 Alves 10 Alves 7 Alves 34 Alves | Pabellón: Pabellón Deportivo Vodova 2 Asistencia: 41 espectadores Árbitros: Yasmina AlcarazNataša Dragojević Fei Xiang |  |

| 18 de julio de 2025 | Nigeria                                                         | 68–58                                | Argentina                                               | Brno |  |
| 16:00               | Parciales: 19–17, 10–9, 18–11, 21–21                            | Parciales: 19–17, 10–9, 18–11, 21–21 | Parciales: 19–17, 10–9, 18–11, 21–21                    | |  |
|                     | Estadísticas Ezike, Hembam 17 Tres jugadoras 8 Beggi 6 Ezike 21 | Reporte Pts Reb Asts Val             | Estadísticas 14 Bosque 10 Lagowski 8 Depetris 16 Bosque | Pabellón: Pabellón Deportivo Vodova 2 Asistencia: 97 espectadores Árbitros: Wissam Zein andra Sánchez González Zhang Xiao |  |

| 18 de julio de 2025 | China                                               | 80–79 TE                                            | República Checa                                                  | Brno |  |
| 18:30               | Parciales: 15–15, 13–22, 23–17, 15–12 (T.E.: 14–13) | Parciales: 15–15, 13–22, 23–17, 15–12 (T.E.: 14–13) | Parciales: 15–15, 13–22, 23–17, 15–12 (T.E.: 14–13)              | |  |
|                     | Estadísticas Ran 25 Ran 16 Ran 4 Ran 32             | Reporte Pts Reb Asts Val                            | Estadísticas 17 Kalná 12 Pavelcová 7 Blahová 13 Pavelcová, Kalná | Pabellón: Pabellón Deportivo Vodova 2 Asistencia: 287 espectadores Árbitros: Ritvars Helmšteins Larissa Sales Aline García |  |

#### Semifinales del 13.º-16.º puesto
| 19 de julio de 2025 | Argentina                                                      | 62–68                                 | Brasil                                               | Brno |  |
| 18:30               | Parciales: 21–12, 13–16, 14–15, 14–25                          | Parciales: 21–12, 13–16, 14–15, 14–25 | Parciales: 21–12, 13–16, 14–15, 14–25                | |  |
|                     | Estadísticas Depetris 18 Lagowski 10 Barrionuevo 3 Lagowski 14 | Reporte Pts Reb Asts Val              | Estadísticas 18 McDowell 13 Alves 5 Freitas 23 Alves | Pabellón: Pabellón Deportivo Vodova 2 Asistencia: 82 espectadores Árbitros: Gintaras Mačiulis Aline García Edgard Ceccarelli |  |

#### Semifinales del 9.º-12.º puesto
| 19 de julio de 2025 | China                                              | 79–84                                 | Israel                                               | Brno |  |
| 13:30               | Parciales: 14–18, 27–28, 15–14, 23–24              | Parciales: 14–18, 27–28, 15–14, 23–24 | Parciales: 14–18, 27–28, 15–14, 23–24                | |  |
|                     | Estadísticas Liang 25 Ran, Liang 13 Ran 7 Liang 32 | Reporte Pts Reb Asts Val              | Estadísticas 38 Raviv 9 Raviv 6 Oren, Raviv 35 Raviv | Pabellón: Pabellón Deportivo Vodova 2 Asistencia: 92 espectadores Árbitros: Nathaniel Saunders Franco Anselmo Krivocapich Suebpong Wichaiphin |  |

| 19 de julio de 2025 | Nigeria                                                      | 79–85                                 | Corea del Sur                                                  | Brno |  |
| 16:00               | Parciales: 20–25, 19–16, 18–27, 22–17                        | Parciales: 20–25, 19–16, 18–27, 22–17 | Parciales: 20–25, 19–16, 18–27, 22–17                          | |  |
|                     | Estadísticas Hembam 19 Ayodeji 13 Beggi 8 Hembam, Ayodeji 17 | Reporte Pts Reb Asts Val              | Estadísticas 17 Lee M. 9 Choi Ye-s. 6 Choi Ye-s. 25 Choi Ye-s. | Pabellón: Pabellón Deportivo Vodova 2 Asistencia: 61 espectadores Árbitros: Daniel García Arnold Hloniphizwe Moseya Kumiko Kumagai |  |

#### Partido por el 13.º puesto
| 20 de julio de 2025 | República Checa                                               | 70–65                                 | Brasil                                                 | Brno |  |
| 15:00               | Parciales: 20–17, 21–16, 12–20, 17–12                         | Parciales: 20–17, 21–16, 12–20, 17–12 | Parciales: 20–17, 21–16, 12–20, 17–12                  | |  |
|                     | Estadísticas Hamzová 16 Hamzová 6 Tres jugadoras 3 Hamzová 18 | Reporte Pts Reb Asts Val              | Estadísticas 20 McDowell 8 Ubaka 4 Cavalcanti 16 Preis | Pabellón: Pabellón Deportivo Vodova 2 Asistencia: 316 espectadores Árbitros: Carmelo de la Rosa Álvarez Elvis Binders-Čoders Zhang Xiao |  |

#### Partido por el 11.º puesto
| 20 de julio de 2025 | China                                  | 96–71                                 | Nigeria                                               | Brno |  |
| 10:00               | Parciales: 26–14, 30–21, 23–18, 17–18  | Parciales: 26–14, 30–21, 23–18, 17–18 | Parciales: 26–14, 30–21, 23–18, 17–18                 | |  |
|                     | Estadísticas Ran 25 Ran 13 Xu 8 Ran 28 | Reporte Pts Reb Asts Val              | Estadísticas 18 Beggi 9 Ezike, Isaac 6 Beggi 18 Beggi | Pabellón: Pabellón Deportivo Vodova 2 Asistencia: 67 espectadores Árbitros: Wissam Zein Edgard Ceccarelli Larissa Sales |  |

#### Partido por el 9.º puesto
| 20 de julio de 2025 | Israel                                       | 80–86                                 | Corea del Sur                                                   | Brno |  |
| 12:30               | Parciales: 20–21, 22–25, 22–29, 16–11        | Parciales: 20–21, 22–25, 22–29, 16–11 | Parciales: 20–21, 22–25, 22–29, 16–11                           | |  |
|                     | Estadísticas Raviv 28 Oren 9 Oren 6 Raviv 24 | Reporte Pts Reb Asts Val              | Estadísticas 24 Choi Ye-s. 10 Choi Ye-s. 6 Lee G. 32 Choi Ye-s. | Pabellón: Pabellón Deportivo Vodova 2 Asistencia: 91 espectadores Árbitros: Amal Dahra Arnold Hloniphizwe Moseya Gao Yijie |  |

## Medallero
| Australia | Estados Unidos | España |
| Ruby Perkins Sienna Harvey Bonnie Deas Prasayus Notoa Zara Russell Monique Bobongie Emilija Dakic Madison Ryan Sitaya Fagan Manuela Puoch Monique Williams Callie Hinde | Addison Bjorn Jerzy Robinson Saniyah Hall Emilee Skinner Jordan Lee Jasmine Davidson Kate Harpring Maddyn Greenway Kayleigh Heckel Sienna Betts Zania Socka Sydney Douglas | Elena Álvarez Castellanos Ada Toribio María Arrebola Sánchez Somto Okafor Inés Sotelo Anais Rodríguez Marta Alsina Paula Salinas Shaila Nde Lucía Martínez López Carla Osma Irene Noya |

## Estadísticas

### Clasificación final
| Pos.              | Equipo          | G-P | PF  | PC  | Dif. |
| ----------------- | --------------- | --- | --- | --- | ---- |
| Medalla de oro    | Estados Unidos  | 7–0 | 677 | 398 | +279 |
| Medalla de plata  | Australia       | 5–1 | 497 | 410 | +87  |
| Medalla de bronce | España          | 5–1 | 390 | 341 | +49  |
| 4                 | Canadá          | 4–2 | 614 | 423 | +191 |
| 5                 | Francia         | 4–2 | 436 | 333 | +103 |
| 6                 | Japón           | 4–3 | 475 | 452 | +23  |
| 7                 | Portugal        | 4–3 | 469 | 488 | -19  |
| 8                 | Hungría         | 3–4 | 503 | 491 | +12  |
| 9                 | Corea del Sur   | 3–4 | 475 | 587 | -112 |
| 10                | Israel          | 2–4 | 429 | 509 | -80  |
| 11                | China           | 2–5 | 504 | 639 | -135 |
| 12                | Nigeria         | 2–5 | 465 | 596 | -131 |
| 13                | República Checa | 2–4 | 351 | 381 | -30  |
| 14                | Brasil          | 1–5 | 371 | 455 | -84  |
| 15                | Argentina       | 0–6 | 306 | 459 | -153 |

### Líderes

#### Jugadoras
| Jugadora     | PPP  |
| ------------ | ---- |
| Gal Raviv    | 26,3 |
| Clara Silva  | 23   |
| Saniyah Hall | 19,9 |
| Ran Kejia    | 19,1 |
| Otoha Goto   | 18,9 |

| Jugadora       | RPP  |
| -------------- | ---- |
| Ran Kejia      | 11,3 |
| Sienna Betts   | 10   |
| Clara Silva    | 9,7  |
| Sarah Cissé    | 8,8  |
| Nerea Lagowski | 8    |

| Jugadora       | APP |
| -------------- | --- |
| Eszter Rátkai  | 6   |
| Jasmine Bascoe | 5,7 |
| Idubamo Beggi  | 5,6 |
| Ayala Oren     | 5,5 |
| Mila Holloway  | 4,7 |
| Gal Raviv      | 4,7 |

| Jugadora         | TPP |
| ---------------- | --- |
| Clara Silva      | 2,9 |
| Julia Preis      | 2,8 |
| Sienna Betts     | 2,1 |
| Manuella Alves   | 1,7 |
| Jasmine Davidson | 1,4 |

| Jugadora         | SPP |
| ---------------- | --- |
| Idubamo Beggi    | 3   |
| Ayala Oren       | 3   |
| Jasmine Davidson | 3   |
| Saniyah Hall     | 2,9 |
| Ayla McDowell    | 2,7 |

| Jugadora     | EPP  |
| ------------ | ---- |
| Clara Silva  | 25   |
| Saniyah Hall | 24   |
| Gal Raviv    | 23,7 |
| Ran Kejia    | 22,1 |
| Sienna Betts | 21   |

#### Equipos
| Equipo         | PPP  |
| -------------- | ---- |
| Estados Unidos | 96,7 |
| Canadá         | 87,7 |
| Australia      | 82,8 |
| Francia        | 72,7 |
| China          | 72   |

| Equipo         | RPP  |
| -------------- | ---- |
| Estados Unidos | 53,3 |
| Australia      | 49,5 |
| Canadá         | 46,6 |
| Japón          | 46,3 |
| Nigeria        | 46   |

| Equipo         | APP  |
| -------------- | ---- |
| Canadá         | 24   |
| Estados Unidos | 23,6 |
| Australia      | 22,5 |
| Corea del Sur  | 21   |
| Hungría        | 20   |

| Equipo         | TPP |
| -------------- | --- |
| Estados Unidos | 7   |
| Brasil         | 5   |
| Francia        | 5   |
| Portugal       | 5   |
| Hungría        | 4,6 |

| Equipo          | SPP  |
| --------------- | ---- |
| Estados Unidos  | 16   |
| España          | 13,8 |
| Francia         | 12,5 |
| Canadá          | 10,7 |
| República Checa | 10,3 |

| Equipo         | EPP   |
| -------------- | ----- |
| Estados Unidos | 131,9 |
| Canadá         | 106,9 |
| Australia      | 98    |
| Francia        | 86    |
| Hungría        | 83    |

## Premios y reconocimientos
Al igual que en la anterior edición, además del tradicional quinteto ideal y la jugadora más valiosa, se otorgaron premios al segundo mejor quinteto, así como la mejor jugadora defensiva y el mejor entrenador.
| Quinteto ideal                                                 |
| -------------------------------------------------------------- |
| Bonnie Deas Syla Swords Saniyah Hall Somto Okafor Sienna Betts |
| MVP: Saniyah Hall                                              |
| Segundo mejor quinteto                                         |
| Gal Raviv Avery Howell Jazzy Davidson Nell Angloma Clara Silva |
| Mejor jugadora defensiva: Clara Silva                          |
| Mejor entrenadora: Renae Camino                                |